# Последний бой (фильм, 2006)
Последний бой (англ. Fatal Contact; кит. 黑拳) — гонконгский фильм 2006 года про боевые искусства, поставленный Деннисом Ло, с Джеки У Цзином в главной роли. Фильм повествует о нелёгкой судьбе мастера Саншу (китайского бокса) в мире подпольных боёв без правил.

## Сюжет
Конг — мастер китайского бокса, национальный чемпион Китая, приехавший в Гонконг для выступления в традиционных китайских театральных шоу. После очередного выступления к нему подходит мистер Ма Хокёнг, местный криминальный босс, вхожий в мир подпольных боёв, и предлагает Конгу попробовать себя в кровавых боях за деньги. Сначала Конг отвергает предложение мистера Хокёнга, но затем соглашается и приходит в подпольный клуб. Первый же бой он с лёгкостью выигрывает и получает 2500 долларов, после чего соглашается вновь прийти на нелегальные бои. Конг одерживает всё новые и новые победы, и в результате им заинтересовался крупный мафиозный босс Чань Сунь. После проигрыша Хокёнгу Чань Сунь предлагает бой в формате три на три, который бойцы Хо также выигрывает; Конг одерживает победу над всеми тремя соперниками. Но он замечает, что становится куда более несдержанным и жестоким с каждым новым боем: своего очередного соперника он жестоко калечит, лишает зрения, и тот умирает. В конце концов, приходит и воздаяние: став практически непобедимым, Конг зазнался и по неосторожности сам сломал себе ногу в новом бою, потеряв возможность драться на долгое время.

## В ролях
| Джеки У Цзин    | Конг                |
| Роналд Чжэн     | «Капитан» Чань Шинг |
| Мики Ёнг        | Сю Тинь             |
| Тереса Фу       | Чуй Чи              |
| Чёнг Сюфай      | Ма Хокёнг           |
| Кен Ло          | Чань Сунь           |
| Энди Он         | Серебряный Дракон   |
| Лам Суэт        | Су                  |
| Тимми Хун       | уличный боец 1      |
| Кэндзи Танигаки | уличный боец 2      |
| Энтони Карпио   | уличный боец 3      |